# Run the World (Girls)
Run the World (Girls) is de eerste single van het vierde studioalbum 4 van Beyoncé. Het thema van dit lied is: "de macht aan de vrouw" (female empowerment). Het lied gebruikt fragmenten uit Pon de Floor, een lied uit 2009 van twee van de huidige schrijvers: Wesley "Diplo" Pentz en David "Switch" Taylor. Daaruit voortkomende genre-invloeden uit de alternatieve hiphop en dancehall werden gemengd met de r&b- en pop-sound van Beyoncé. Muziekcritici vergeleken het nummer met eerdere feministische singles van Beyoncé: Independent Women (2000), Single Ladies (Put a Ring on It) (2008) en Diva (2009) – Run the World (Girls) is in hun ogen meer rechtstreeks en assertief dan de voorgangers.

## Ontvangst
Het nummer werd uitgebracht op 21 april 2011. Twee dagen later debuteerde Run the World op nummer 60 in de Single Top 100. De volgende week steeg het naar nummer 8, de hoogste positie.

### Nederlandse Top 40
| Hitnotering: 07-05-2011 t/m 28-05-2011 | Hitnotering: 07-05-2011 t/m 28-05-2011 | Hitnotering: 07-05-2011 t/m 28-05-2011 | Hitnotering: 07-05-2011 t/m 28-05-2011 | Hitnotering: 07-05-2011 t/m 28-05-2011 | Hitnotering: 07-05-2011 t/m 28-05-2011 |
| Week:                                  | 1                                      | 2                                      | 3                                      | 4                                      |                                        |
| -------------------------------------- | -------------------------------------- | -------------------------------------- | -------------------------------------- | -------------------------------------- | -------------------------------------- |
| Positie:                               | 27                                     | 25                                     | 26                                     | 39                                     | uit                                    |

### NederlandseSingle Top 100
| Hitnotering: 23-04-2011 t/m 20-08-2011 | Hitnotering: 23-04-2011 t/m 20-08-2011 | Hitnotering: 23-04-2011 t/m 20-08-2011 | Hitnotering: 23-04-2011 t/m 20-08-2011 | Hitnotering: 23-04-2011 t/m 20-08-2011 | Hitnotering: 23-04-2011 t/m 20-08-2011 | Hitnotering: 23-04-2011 t/m 20-08-2011 | Hitnotering: 23-04-2011 t/m 20-08-2011 | Hitnotering: 23-04-2011 t/m 20-08-2011 | Hitnotering: 23-04-2011 t/m 20-08-2011 | Hitnotering: 23-04-2011 t/m 20-08-2011 | Hitnotering: 23-04-2011 t/m 20-08-2011 | Hitnotering: 23-04-2011 t/m 20-08-2011 | Hitnotering: 23-04-2011 t/m 20-08-2011 | Hitnotering: 23-04-2011 t/m 20-08-2011 | Hitnotering: 23-04-2011 t/m 20-08-2011 | Hitnotering: 23-04-2011 t/m 20-08-2011 | Hitnotering: 23-04-2011 t/m 20-08-2011 | Hitnotering: 23-04-2011 t/m 20-08-2011 | Hitnotering: 23-04-2011 t/m 20-08-2011 |
| Week:                                  | 1                                      | 2                                      | 3                                      | 4                                      | 5                                      | 6                                      | 7                                      | 8                                      | 9                                      | 10                                     | 11                                     | 12                                     | 13                                     | 14                                     | 15                                     | 16                                     | 17                                     | 18                                     |                                        |
| -------------------------------------- | -------------------------------------- | -------------------------------------- | -------------------------------------- | -------------------------------------- | -------------------------------------- | -------------------------------------- | -------------------------------------- | -------------------------------------- | -------------------------------------- | -------------------------------------- | -------------------------------------- | -------------------------------------- | -------------------------------------- | -------------------------------------- | -------------------------------------- | -------------------------------------- | -------------------------------------- | -------------------------------------- | -------------------------------------- |
| Positie:                               | 60                                     | 8                                      | 27                                     | 37                                     | 42                                     | 22                                     | 23                                     | 27                                     | 43                                     | 49                                     | 38                                     | 43                                     | 51                                     | 60                                     | 71                                     | 75                                     | 84                                     | 83                                     | uit                                    |

### VlaamseUltratop 50
| Hitnotering: 23-04-2011 t/m 06-08-2011 | Hitnotering: 23-04-2011 t/m 06-08-2011 | Hitnotering: 23-04-2011 t/m 06-08-2011 | Hitnotering: 23-04-2011 t/m 06-08-2011 | Hitnotering: 23-04-2011 t/m 06-08-2011 | Hitnotering: 23-04-2011 t/m 06-08-2011 | Hitnotering: 23-04-2011 t/m 06-08-2011 | Hitnotering: 23-04-2011 t/m 06-08-2011 | Hitnotering: 23-04-2011 t/m 06-08-2011 | Hitnotering: 23-04-2011 t/m 06-08-2011 | Hitnotering: 23-04-2011 t/m 06-08-2011 | Hitnotering: 23-04-2011 t/m 06-08-2011 | Hitnotering: 23-04-2011 t/m 06-08-2011 | Hitnotering: 23-04-2011 t/m 06-08-2011 | Hitnotering: 23-04-2011 t/m 06-08-2011 | Hitnotering: 23-04-2011 t/m 06-08-2011 | Hitnotering: 23-04-2011 t/m 06-08-2011 |
| Week:                                  | 1                                      | 2                                      | 3                                      | 4                                      | 5                                      | 6                                      | 7                                      | 8                                      | 9                                      | 10                                     | 11                                     | 12                                     | 13                                     | 14                                     | 15                                     |                                        |
| -------------------------------------- | -------------------------------------- | -------------------------------------- | -------------------------------------- | -------------------------------------- | -------------------------------------- | -------------------------------------- | -------------------------------------- | -------------------------------------- | -------------------------------------- | -------------------------------------- | -------------------------------------- | -------------------------------------- | -------------------------------------- | -------------------------------------- | -------------------------------------- | -------------------------------------- |
| Positie:                               | 22                                     | 18                                     | 30                                     | 50                                     | 39                                     | 20                                     | 15                                     | 18                                     | 17                                     | 22                                     | 14                                     | 19                                     | 31                                     | 41                                     | 50                                     | uit                                    |

### NPO Radio 2 Top 2000
| Nummer met noteringen in de NPO Radio 2 Top 2000 | '15  | '16  | '17  | '18  | '19  | '20  |
| ------------------------------------------------ | ---- | ---- | ---- | ---- | ---- | ---- |
| Run the World (Girls)                            | 1987 | 1676 | 1784 | 1283 | 1602 | 1609 |

1. ↑  Een vetgedrukt getal geeft de hoogste notering aan.
2. ↑  2015 was het eerste jaar met een notering voor dit nummer.
3. ↑  Deze tabel is bijgewerkt tot en met de laatste editie (2024).